# یواس‌اس واکا (دی‌دی-۳۴)
یواس‌اس واکا (دی‌دی-۳۴) (به انگلیسی: USS Walke (DD-34)) یک کشتی بود که طول آن ۲۹۳ فوت ۱۰ اینچ (۸۹٫۵۶ متر) بود. این کشتی در سال ۱۹۱۰ ساخته شد.